# فيهارا

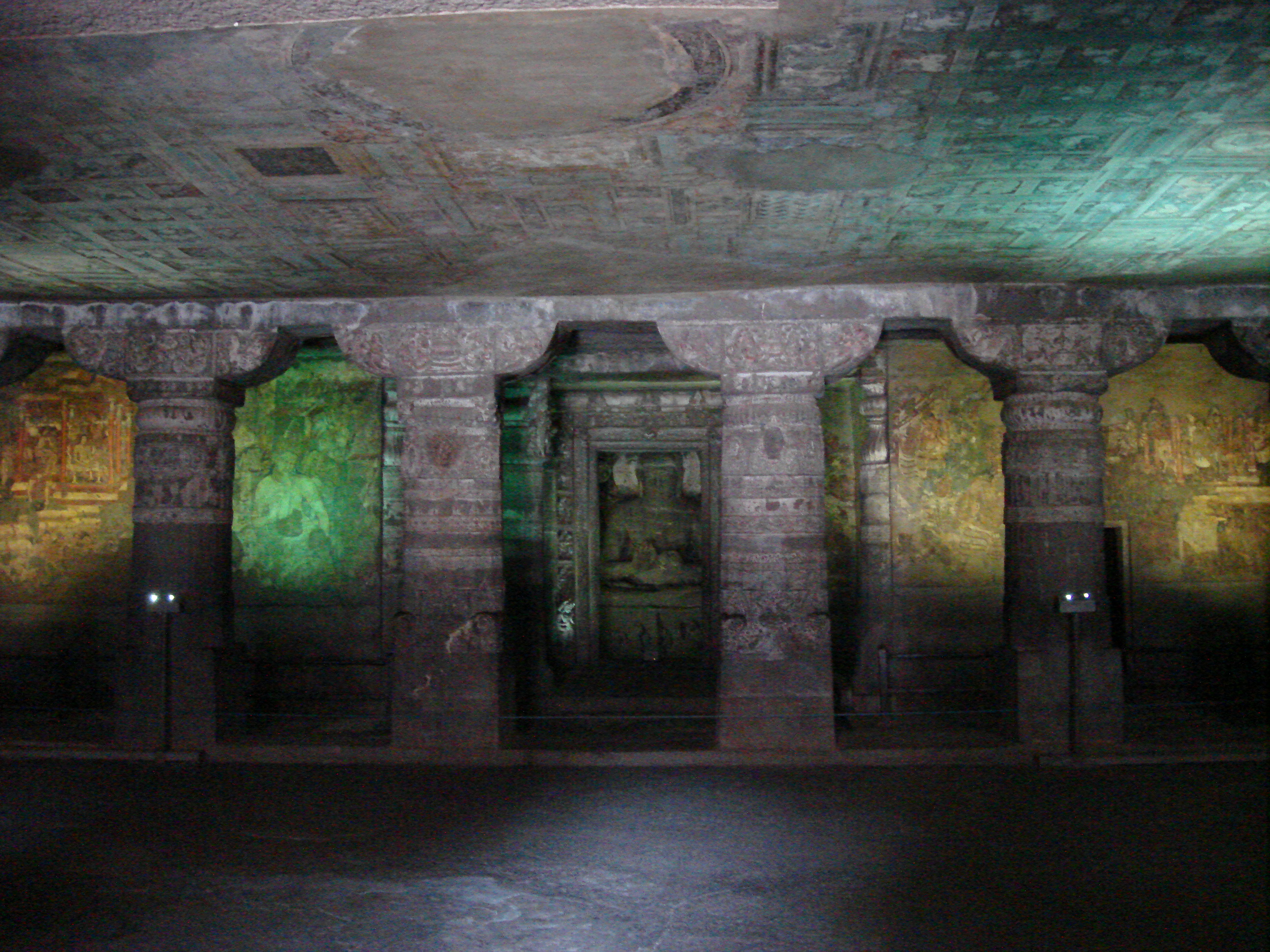
فيهارا في أجانتا في الهند.

فيهارا (ملاحظة 1) أو فِهارة في المعتقد البوذي هو ما يكافئ الدير بالنسبة للرهبان البوذيين.
ورد ذكر فيهارا في النصوص السنسكريتية وفي نصوص لغة بالي، وهو يشير إلى بناء واسع الفناء للترويح عن النفس. إلا أن استخدام المصطلح تطور للإشارة إلى هذا النوع من المعابد البوذية.

## معرض صور

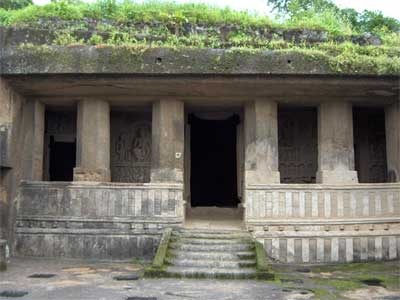
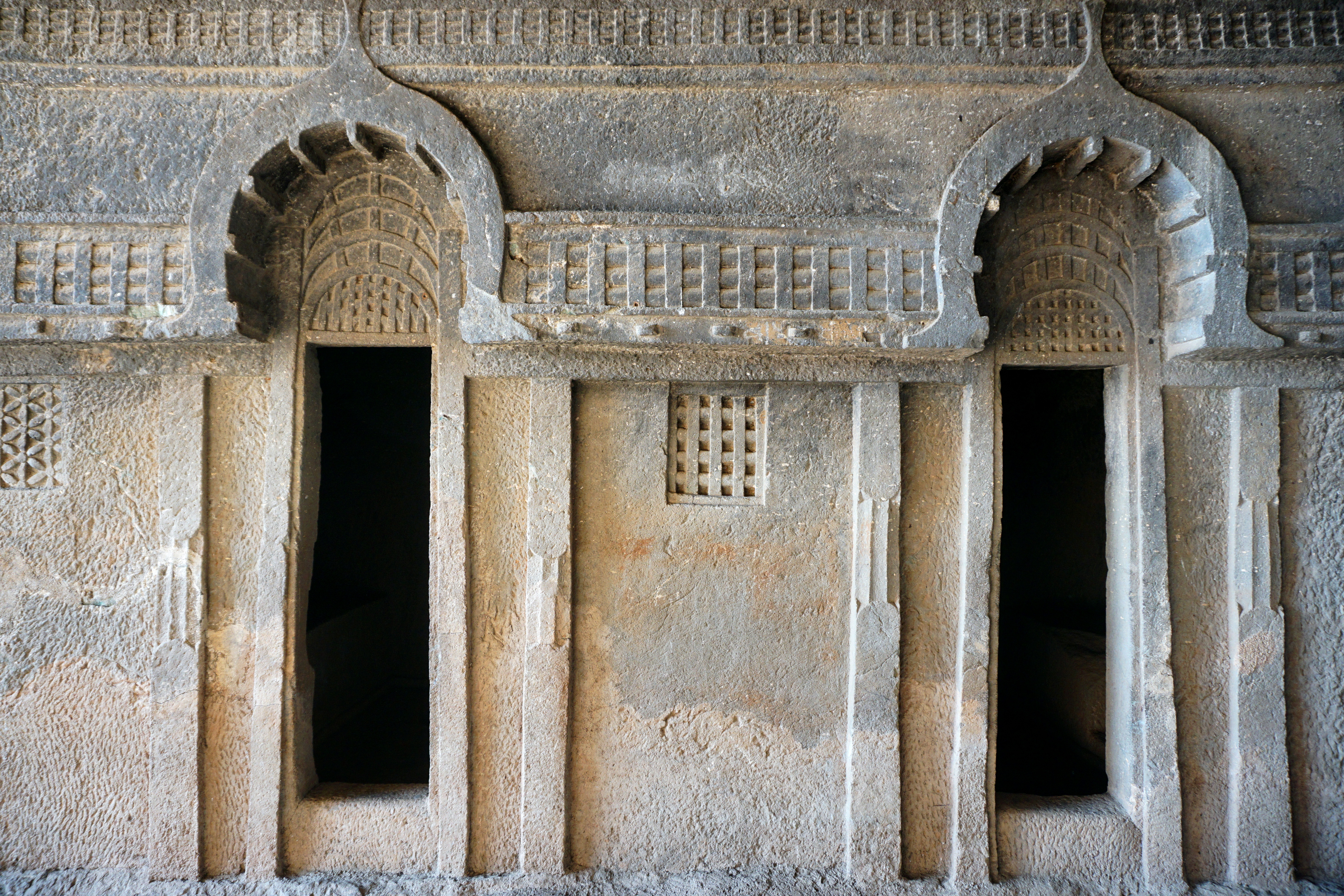
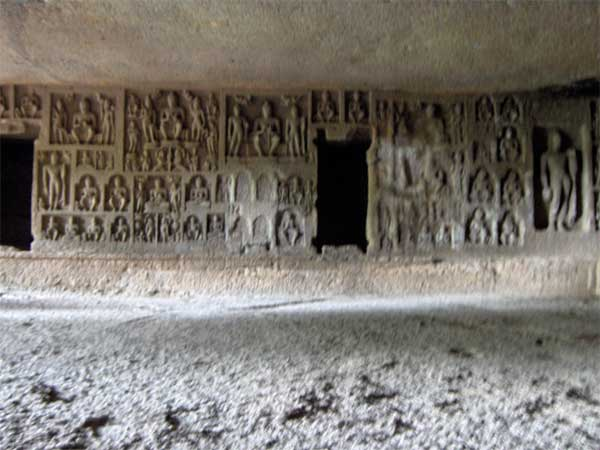
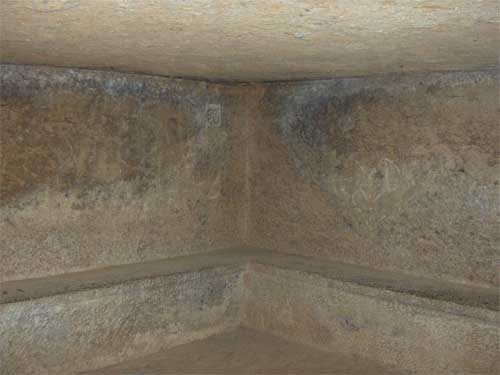
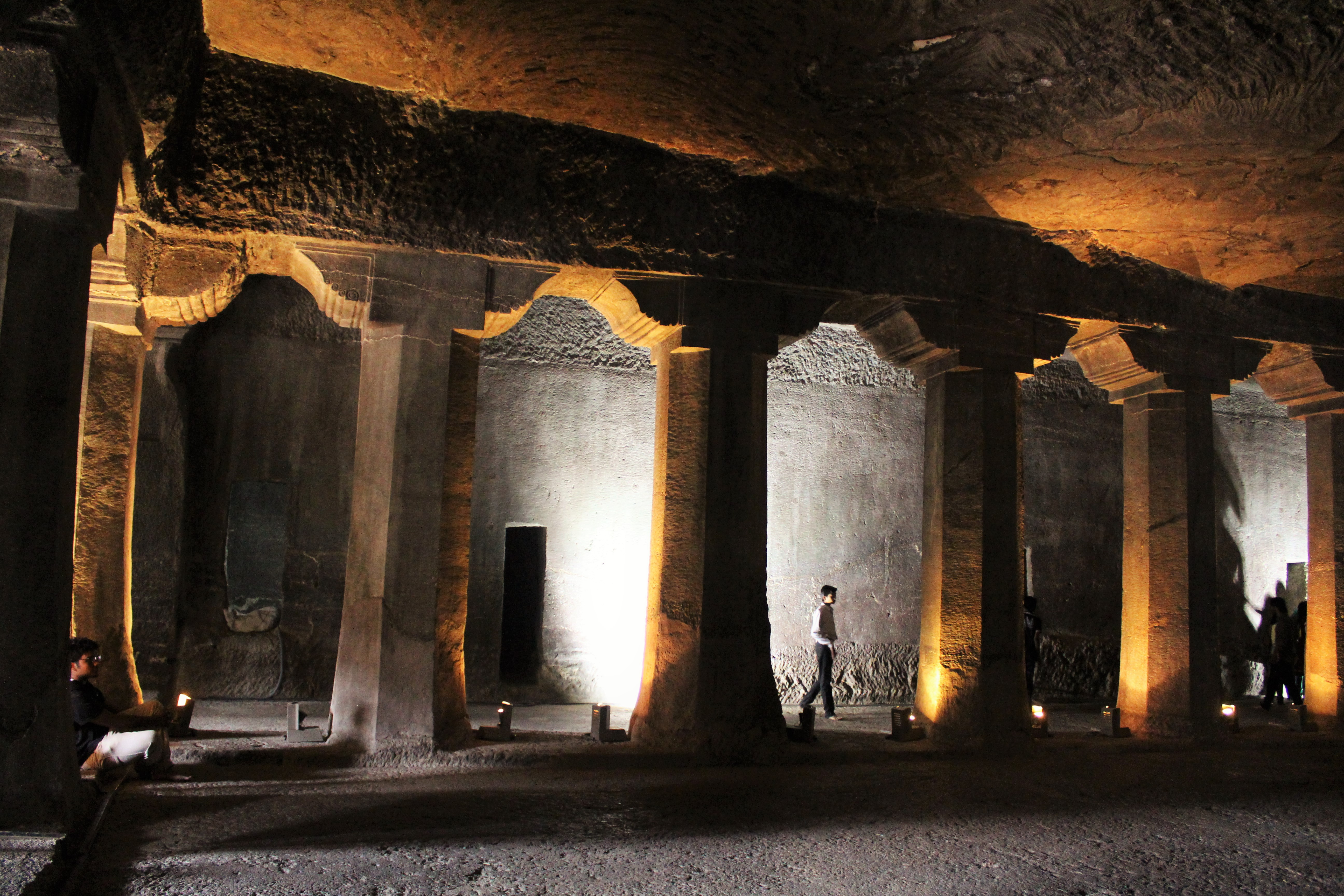